# ライオンの皮を着たろば

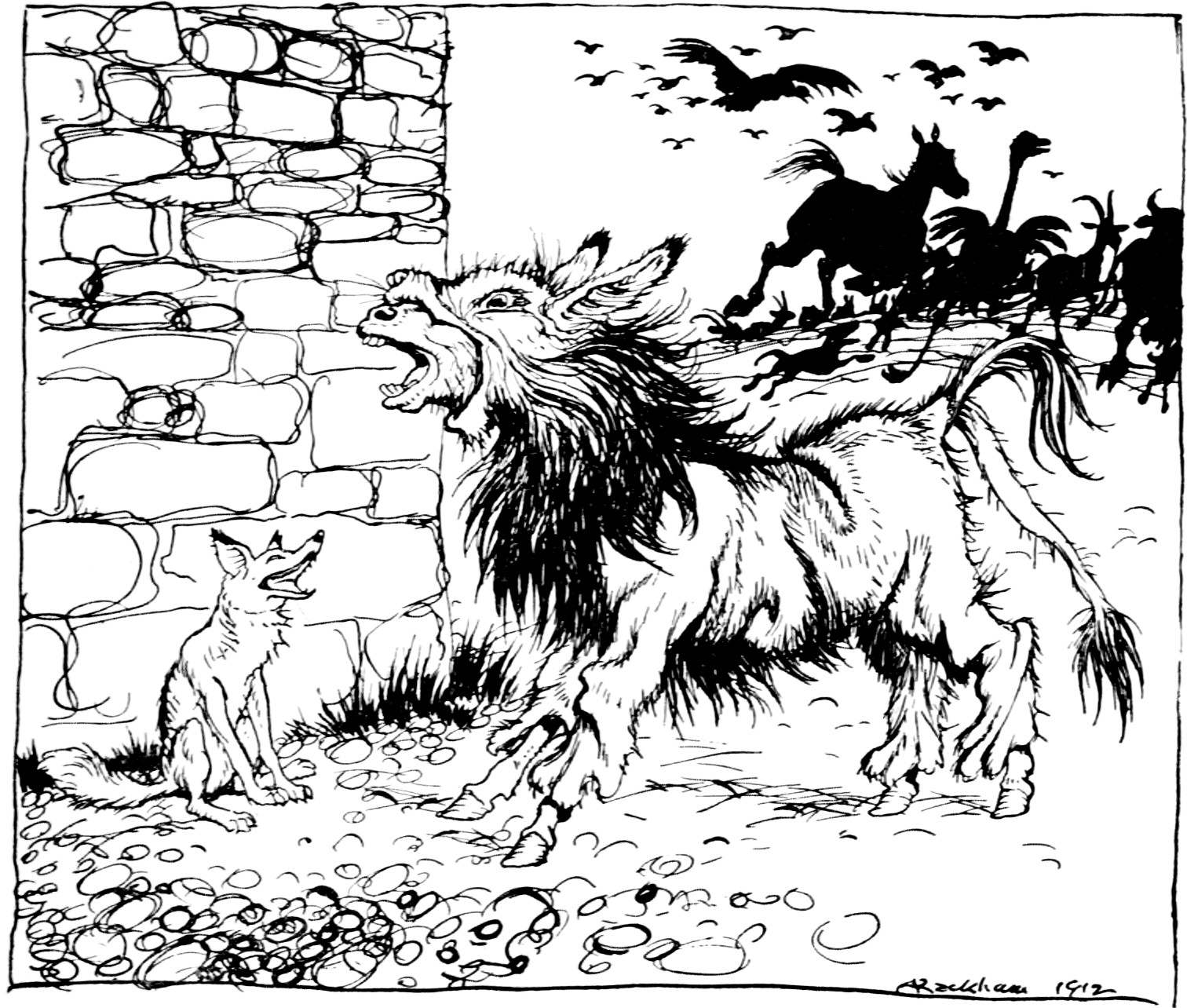
アーサー・ラッカムによる挿絵（1912年）

「ライオンの皮を着たろば」（ライオンのかわをきたろば）は、イソップ寓話の一篇。ペリー・インデックスでは188番と358番の2つ番号がつけられており、両者は結末のみ異なる。

## あらすじ
ロバがライオンの皮をかぶって他の動物を恐れさせていた。しかしキツネは声からそれがロバであることを見破った（ペリー・インデックス188番）。
バブリオスによるギリシア語韻文の寓話第139番も基本的な話は同じだが、結末でキツネは登場せず、かわりに風が吹いて皮がめくれてしまう（ペリー・インデックス358番）。
2世紀のルキアノス『漁師』ほかにはよく似た「キュメのロバ」の話がある。この話ではロバがライオンの皮をかぶり、ライオンを見たことのないキュメ (Cyme (Aeolis)) の人々を脅していたが、長い耳が皮の外に出ていたためにライオンとロバの両方を見たことのある外国人によって見破られる、というものである。
『パンチャタントラ』第3巻の第1話にも類似の話がある。こちらではロバに食べさせるものに困った洗濯屋が死んだトラを見つけ、その皮をロバに着せて他人の畑にある大麦を食わせる。しかしロバが遠くの牝ロバの声に応じていなないたためにロバであることがばれ、畑の持ち主は棒でロバを殺す。
17世紀のラ・フォンテーヌの寓話詩では第5巻の21話「ライオンの皮を着たロバ」 (fr:L'Âne vêtu de la peau du lion) として収録されている。ロバがライオンの皮を着て脅かしていたが、うっかり耳が皮の外に出てしまう。それに気づいたマルタンがロバを倒すが、他の人はそれがロバだと気づかなかったため、マルタンはライオンを狩った人物として称賛される。
バブリオス版の話はアウィアヌスの寓話集に収録され、それが15世紀にシュタインヘーヴェル (de:Heinrich Steinhöwel) によって編集出版された寓話集に採用されている。
日本ではキリシタン版『エソポのハブラス』（1593年）に「驢馬と、狐の事」として載せている。結末はキツネが蹄と声から正体を見破る話になっている。渡部温訳『通俗伊蘇普物語』では「獅子の皮を被った驢馬の話」として見え、やはり鳴き声からキツネが見破る話になっている。

## 関連する話
ニケポロス・バシラキス「弁論術の準備」には狼が羊の皮を着てほかの羊たちに混じって油断させようとして失敗する話 (Wolf in sheep's clothing) が見える（ペリー・インデックス451）。羊の皮を着た狼という表現は新約聖書のマタイによる福音書7章15節に見えている。
揚雄『法言』吾子篇に、羊が虎の皮を着ていたとしても、草に喜び、ヤマイヌにおびえるようならば虎の皮の意味がないという話がある。
サマセット・モームの短編集『変わりばえせぬ話』（1940年）に収める「獅子の皮」の題は明らかにこの寓話から取られているが、身分を偽って金持ちの女性と結婚した男が、最後は火事の家に取り残された犬を助けに行って死んでしまう話で、外面に合わせて行動まで変わってしまうというひねりがかかっている。